# معلوماتية (حقل أكاديمي)

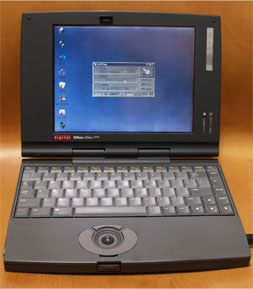

المعلوماتية هي علم المعلومات، ممارسة معالجة المعلومات، وهندسة نظم المعلومات. المعلوماتية هي دراسة التركيب، الخوارزميات، والسلوك، والتفاعل بين النظم الطبيعية والاصطناعية التي تقوم بتخزين عملية وصول المعلومات والاتصال، كما تعمل على تطوير الأسس المفاهيمية الخاصة بها وتستخدم الأسس النظرية المطورة في حقول أخرى. منذ ظهور الحواسيب والأفراد والمنظمات يعتمدون معالجة المعلومات إلكترونيا على نحو متزايد. وقد أدى ذلك إلى دراسة المعلوماتية المحتوية على الجوانب الحسابية والمعرفية والاجتماعية، بما في ذلك دراسة الأثر الاجتماعي لتكنولوجيا المعلومات. بحرية تامة، يمكن أن يعتقد أنه بانها « تدرس كيفية تصميم نظام من شأنه أن يوفر المعلومات الصحيحة، إلى الشخص المناسب في المكان والوقت المناسبين، وفي الطريق الصحيح »، ويرتبط ارتباطا وثيقا مع سير المناقشات والمعايير.والمعلوماتية هي مادة ممتعة في الدراسة
خصائص المعلوماتية
توجد مجموعة من الخصائص التي تتميز بها المعلوماتية وهي:
- سهولة على نقل المعلومات معا ونشرها في أكثر من مكان
- إمكانية دمج المعلومات معا من أجل الوصول إلى فكرة جديدة ومفيدة
- تتميز المعلومة بأنها متوفرة بشكل دائم
- تختلف المصادر المعلوماتية عن المصادر الآخرى

نتائج المعلومات
1 نمو الإنتاج الفكري
2 تنوع مصادر المعلومات
3 انتشار الثقافة المعلوماتية

## أصل الكلمة
في عام 1957 عالم الكمبيوتر الألماني كارل ستينبوش صاغ عبارة المعلوماتية من خلال نشر ورقة سماها المعلوماتية: وهي تعني (تقنية المعلومات: المعالجة التلقائية للمعلومات). إنّ تقنيةَ معلومات التعبيرِ الإنجليزيةِ تُفْهَمُ أحياناً كعِلْم الحاسوب الالي.ومع ذلك، فان المصطلح الألماني المعلوماتية هي الترجمة الصحيحة علم الحاسبات الإنجليزي.
اما علم المعلوماتية الفرنسي فقد صيغ من قبل فيليب دريفوس عام 1962 جنبا إلى جنب مع مختلف ترجمات المعلوماتية الإنجليزية. كما اقترح بشكل مستقل وبشكل آني من قبل والتر اف. باور وشركائه الذي ساهموا في تأسيس شركة المعلوماتية المحدودة وانفورماتيكا (الإيطالية والإسبانية والرومانية والبرتغالية والهولندية)، تطبيقِ أجهزة الكمبيوتر لخَزْن ومُعَالَجَة المعلوماتِ.
إنّ تَسْمِية عِلْمِ الحاسبات مُشتَقُّ مِنْ مفهومِ الحساب الذي قَدْ يَتضمّنُ أو لا يَتضمّنُ وجودَ المعلوماتِ. على سبيل المثال، فحساب الكم والمنطق الرقمي لا تنطوي على معلومات.

## التاريخ
اعتمد هذا المصطلح الجديد في جميع أنحاء أوروبا الغربية، وفقط باللغة الإنجليزية، طور هذا المصطلح بحيث ترجم إلى «علم الحاسوب» أو «علم الحاسب الالي». ميخائيلوف وآخرون طالبوا بمصطلح المعلوماتية باللغة الروسية عام 1966. والمعلوماتية باللغة الإنجليزية عام 1967. كأسماء لنظريةِ المعلوماتِ العلميةِ، وطالبوا بمعنى أوسع نطاقا، بما في ذلك دراسة لاستخدام تكنولوجيا المعلومات في مختلف المجتمعات المحلية (على سبيل المثال، العلمية) والتفاعل بين التكنولوجيا والهياكل التنظيمية الإنسان.
...المعلوماتية هي انضباط العلم الذي يتحرى التركيب والخصائص (ليس محتوى معين) للمعلومات العلمية، بالإضافة إلى انتظامِ نشاطِ المعلوماتِ العلميِ، النظري، التاريخ، المنهج والتنظيم.
هذا الاستعمال عدل منذ ذلك الحين لثلاثة طرق؛ اولا، تتم إزالة القيود على المعلومات العلمية، كما هو الحال في المعلومات التجارية أو تقنيةِ المعلومات القانونيةِ. الثانية، منذ الآن معظم المعلومات المخزنة رقميا، والمحوسبة تصبح مركز المعلوماتية.ثالثا، يضاف التمثيل والمعالجة ونقل المعلومات كأدوات التحقيق، منذ ان تم الاعتراف بها كأساسيات في أي حساب علمي للمعلومات. ان اعتبار المعلومات كبؤرة مركزية للدراسة، تميزها المعلوماتي، والذي يتضمن دراسة الآليات البيولوجية والاجتماعية لمعالجة المعلومات، من علوم الحاسب الآلي، حيث ان الحساب الرقمي يلعب دورا مركزيا مهما.
وبالمثل، ففي دراسة التمثيل والاتصالات، المعلوماتية لا تهتم بالركيزة التي تحمل المعلومات. فعلى سبيل المثال، تشتمل المعلوماتية على دراسة بادرة استعمال الاتصال والخطاب، واللغة، بالإضافة إلى الاتصالات الرقمية وربط الشبكات.
فالمثال الأول على درجة التأهيل في مستوى المعلوماتية حدثت عام 1982 عندما عرضت بليموث بوليتكنيك (المعروفة الآن بجامعة بليموث) أربع سنوات من البكالوريوس (مع مرتبة الشرف) درجة في علوم الحاسب والمعلوماتية مع دفعة أولى من 35 طالبا فقط. الفصل ما زالَ يعمل اليوم مما يجعله أطول مؤهل متوافر لهذا الموضوع.
قدم التفسير الواسع للمعلوماتية، على انه «دراسة التركيب، والخوارزميات، والسلوك، والتفاعل بين النظم الحاسوبية الطبيعية والاصطناعية»، من قبل جامعة إدنبرة عام 1994 عندما شكلت كتجمع والذي يعتبر الآن مدرسة المعلوماتية. هذا المعنى الآن في (2006) يستخدم بشكل متزايد في المملكة المتحدة.
تشتمل تقنية المعلومات على دراسة الأنظمة التي تمثل المعرفة وتعالج وتوصل المعلومات. ومع ذلك، فنظرية الحسابِ في الانضباطِ المعيّنِ لعِلْمِ الكمبيوتر النظريِ الذي طوره آلان تورنغ والتي تدرس فكرة وجود نظام معقد بغض النظر ان كانت المعلومات موجودة اصلا. وبما ان كلا الحقلين تعالج المعلومات، فان هناك بعض الخلاف بين العلماء بالنسبة إلى تدرجِ الحقلِ؛ على سبيل المثال حاولت جامعة ولاية أريزونا عام 2006 تبني تعريف أوسع للمعلوماتية ليشمل حتى العلوم الاستعرافية عن طريق إطلاق مدرستها الخاصة المختصة بالحوسبة والمعلوماتية.School of Computing and Informatics ينشأ الالتباس عندما يمكن للمعلومات ان تخزن بسهولة على الحاسوب لذلك فتقنية المعلومات يمكن ان تعتبر اصل علوم الكمبيوتر. وع ذلك، فان التسمية الاصلية للكمبيوتر هي الاسم الذي يطلق على عمل الحساب بغض النظر عن وجود معلومات أو وجود هيكلة فون نيومان. تعتبر البشرية من امثلة النظم الحاسوبية وليس نظم المعلومات فالعديد من الحقول مثل نظرية الحاسبات الكمية مدروسة في علم الحاسبات النظري ولكن لا علاقة لها بالمعلوماتية.
إن ممارسة تقييم بحث 2008، لمجالس تمويل الولايات المتحدة، تتضمن عدة مجالات جديدة منها؛ علوم الحاسب الآلي والمعلوماتية، وحدة التقييم،  والتي توصف على النحو التالي:
...تتضمن وحدة التقييم دراسة طرق الاكتساب والتخزين والمعالجة والتواصل والتفكير حول المعلومات ودور التفاعل في النظم الطبيعية والاصطناعية من خلال تنظيم وتنفيذ واستخدام اجهزة الكمبيوتر والبركجيات وغيرها من الموارد. حيث تتميز هذه الموارد بالتطبيق الصارم للتحليل والتجريب والتصميم.
في الكلية الجامعية انديانا للمعلومات وعلوم الحاسوب (Bloomington, Indianapolis و Southeast)، يتم يتم تعريف المعلوماتية على انها «العلم والفن والأبعاد الإنسانية لتكنولوجيا المعلومات» و«دراسة الطلب، والآثار الاجتماعية المترتبة على التكنولوجيا.» تعرف أيضا في معلوماتية |101، وفي مقدمة نظم المعلومات بأنها «تطبيق تكنولوجيا المعلومات في الفنون والعلوم والمهن.» هذه التعريفات مستحسنة بشكل كبير في الولايات المتحدة، وتختلف عن الاستعمال البريطاني في اهمال دراسة الحساب الطبيعي.
في جامعة كاليفورنيا ايرفين، قسم المعلوماتية Department of Informatics، يتم تعريف المعلوماتية بانها «دراسة متعددة التخصصات لتصميم واستخدام وتطبيق تأثير تكنولوجيا المعلومات. ويستند هذا النظام المعلوماتي على الاعتراف بأن تصميم هذه التكنولوجيا ليست مجرد مسألة فنية، ولكن يجب التركيز على العلاقة بين التكنولوجيا واستخدامها في بيئات العالم الحقيقي. وهي حلول تصاميم المعلوماتية في السياق، ويأخذ في الاعتبار الظروف الاجتماعية والثقافية والتنظيمية التي سوف تستخدم الحوسبة وتكنولوجيا المعلومات.»
اما في جامعة ميشيغان، آن أربور، قسم المعلوماتية Informatics interdisciplinary major، تعتبر المعلوماتية حقل من حقول الدراسة الرئيسية متعددة الاختصاصات. ويتم تعريفها ك «دراسة المعلومات وطرق استعمالها وتأثير البشرية والنظم الاجتماعية عليها.اما الفكرة الرئيسية لهذا الحقل المتنامي هو تطبيّق كلتا المنظورات التقنية والاجتماعية في دراسة المعلومات. ان نهج جامعة ميتشيغن المتعدد التخصصات يعتمد على تدريس المعلوماتية بطريقة توفر قاعدة متينة في مجال برمجة الكمبيوتر المعاصرة، الرياضيات، والإحصاء، جنبا إلى جنب مع دراسة لجوانب العلوم الاخلاقية والاجتماعية لنظم المعلومات المعقدة. يساعد الخبراء في هذا المجال على تصميم وسائل معلوماتية تكنولوجية جديدة لجميع أنواع العلوم والاعمال والاحتياجات الثقافية».
في الدول الناطقة باللغة الإنجليزية، كان أول استخدام لمصطلح المعلوماتية بشكل واسع في مركب ’تقنية المعلومات الطبية’ والتي استخدمت لتشمل " معالجة المعلومات الإدراكية، ومهام الاتصالات في مجال الممارسة الطبية، والتعليم، والبحوث، بما في ذلك علوم المعلومات والتكنولوجيا لدعم هذه المهام "". كثير من هذه المركبات هي الآن قيد الاستخدام؛ فيمكن أن ينظر إليها على أنها مساحات مختلفة من تقنية المعلوماتية التطبيقية.
ان واحد من أهم مجالات المعلوماتية التطبيقية هي المعلوماتية التنظيمية. تقنية المعلومات التنظيمية تهتمّ بتطبيق تكنولوجيا المعلومات ونظم المعلومات وتكنولوجيا المعلومات والاتصالات داخل المنظمات من مختلف الأشكال بما في ذلك القطاع الخاص والقطاع العام ومنظمات القطاع التطوعي. وعلى هذا النحو، يمكن اعتبار هذه التقنية فئة فرعية لتقنية المعلومات الاجتماعية وفئة رئيسية لتقنية معلومات الاعمال.
يمكن تسمية ممارس تقنية المعلومات informatician أو informaticist.
وفي عام 1989 تم عقد أول الأولمبياد الدولية المعلوماتية (IOI) في بلغاريا. وتستمر الأولمبياد ليومين تكون فيها المنافسة شديدة لمدة خمس ساعات كل يوم. حيث يتم اختيار أربعة طلاب من كل بلد مشارك لحضور المنافسة على الميدالية الذهبية والفضية والبرونزية. اما الأولمبياد الدولية للمعلوماتية لعام 2008 فقد عقدت في القاهرة، مصر.

## مجالات مساهمة
- مختبر دريبر
- حاسوب توجيه أبولو

• علم الحاسوب
• دراسات الاتصالات
• نظام معقد
• فن تعليم المعلوماتية (فن تعليم علوم الحاسوب)
• علوم المعلومات
• نظرية المعلومات
• تكنولوجيا المعلومات

## وصلات خارجية
- نظم المعلومات informatics: الدخول من الموسوعة الدولية لعلوم المكتبات والمعلومات
- قاعدة البيانات قبل الفن Prior Art Database: نظم المعلومات: أوائل شركة البرمجيات